# Queen + Adam Lambert Tour 2014–2015
Queen + Adam Lambert Tour 2014—2015 — мировой концертный тур британской рок-группы «Queen» и американского певца Адама Ламберта в 2014 и 2015 годах. После тура Queen + Adam Lambert Tour 2012 года и выступления на музыкальном фестивале iHeart Radio в 2013 году группа объявила о туре по Северной Америке в 2014 году. После ошеломляющего успеха их североамериканского тура осенью они расширили его до Австралии, Новой Зеландии и Азии, а затем Европы в начале 2015 года. Тур по Южной Америке состоялся в сентябре 2015 года. По данным Pollstar, весь тур 2014—2015 годов собрал 68,7 миллионов долларов и занял 35 место в топ-100 мировых туров 2014 года и 46 место в 2015 году.

## Предпосылки
Проект «Queen + Адам Ламберт» впервые гастролировал вместе в 2012 году. В следующем 2013-м году «Queen» и Ламберт дали только один концерт в MGM Grand Garden Arena. Этот концерт был частью музыкального фестиваля iHeartRadio. К группе на сцене, на несколько песен, присоединилась американский группа «Fun». Концерт был встречен положительными отзывами.
6 марта 2014 года «Queen» и Ламберт заявили на пресс-конференции в Соединенных Штатах и через QueenOnline, что они будут гастролировать по Северной Америке в июне и июле 2014 года, начиная с Чикаго, включая концерты в легендарном зале Madison Square Garden в Нью-Йорке и на The Forum в Лос-Анджелесе, где группа последний раз выступал в 1982 году. Тур начался с хорошо знакомого выступления в iHeartRadio Theater в Лос-Анджелесе.
2 апреля было объявлено, что «Queen» впервые в своей карьере сыграют в Южной Корее на фестивале Super Sonic. В тот же день было объявлено, что Queen и Ламберт будут играть на одном фестивале франшизы в Японии. Последний раз «Queen» играли в Японии с Полом Роджерсом восемь лет назад.
19 мая было объявлено, что «Queen» и Ламберт сыграют несколько концертов в Австралии. Это был первый раз, когда «Queen» играли в стране с 1985 года. «Queen» и Lambert должны были выполнить по одному концерту в Перте, Сиднее, Мельбурне и Брисбене. 26 мая был добавлен второй концерт на стадионе Rod Laver Arena в Мельбурне. На следующий день был добавлен второй концерт на Allphones Arena в Сиднее. 16 июля был объявлен концерт на оклендской Vector Arena. Через неделю был анонсирован второй концерт в Vector Arena. 29 сентября 2014 года «Queen» и Ламберт объявили о европейской части тура, включая два концерта в The O2 в Лондоне 17 и 18 января 2015 года.
Три специальных выступления были сыграны для «X FACTOR» (Великобритания), шоу Хелены Фишер 25 декабря 2014 года, и в канун Нового года в Westminster Hall, где они впервые сыграли песню «Drowse» на репетиции, в Лондоне 31 декабря 2014 года. 85 000 билетов за каждый ночной концерт Rock In Rio были раскуплены всего за 3 часа.

## Сет-лист
1. «Procession (tape)»
2. «Now I'm Here»
3. «Stone Cold Crazy»
4. «Another One Bites the Dust»
5. «Fat Bottomed Girls»
6. «In the Lap of the Gods... Revisited»
7. «Seven Seas of Rhye»
8. «Killer Queen»
9. «Somebody to Love»
10. «I Want It All»
11. «Love of My Life»
12. «39»
13. «These Are the Days of Our Lives»
14. «Bass Solo»
15. «Drum Battle»
16. «Under Pressure»
17. «Love Kills»
18. «Who Wants to Live Forever»
19. «Last Horizon»
20. «Guitar Solo»
21. «Tie Your Mother Down»
22. «All Your Love Tonight»
23. «Radio Ga Ga»
24. «Crazy Little Thing Called Love»
25. «The Show Must Go On»
26. «Bohemian Rhapsody»

Виступ на біс:
1. «We Will Rock You»
2. «We Are the Champions»
3. «God Save the Queen (tape)»

Інші пісні:
- «Don't Stop Me Now» исполнялась на большинстве шоу в июне после «Radio Ga Ga»
- «Dragon Attack» заменена «Love Kills» на последних двух шоу
- «Bass Solo» і «Vocal Solo» не были сыграны в Чикаго

1. "Procession (tape)"
2. "Now I'm Here"
3. "Stone Cold Crazy"
4. "Another One Bites the Dust"
5. "Fat Bottomed Girls"
6. "In the Lap of the Gods... Revisited"
7. "Seven Seas of Rhye"
8. "Killer Queen"
9. "Somebody to Love"
10. "I Want It All"
11. "Love of My Life"
12. "39"
13. "A Kind of Magic"
14. "Bass Solo"
15. "Drum Battle"
16. "Under Pressure"
17. "Dragon Attack"
18. "Who Wants to Live Forever"
19. "Last Horizon"
20. "Guitar Solo"
21. "Tie Your Mother Down"
22. "All Your Love Tonight"
23. "Radio Ga Ga"
24. "Crazy Little Thing Called Love"
25. "Bohemian Rhapsody"

Виступ на біс:
1. "We Will Rock You"
2. "We Are the Champions"
3. "God Save the Queen (tape)"

Інші пісні:
- "Teo Torriatte (Let Us Cling Together)" была добавлена для двух японских шоу перед "Love Of My Life", исполнялась в акустическом сете Брайана
- "I Was Born to Love You" исполнялась после "Dragon Attack" в Северной Корее и "Radio Ga Ga" в Японии
- "I Want to Break Free" была добавлена в Австралии и Новой Зеландии
- "The Show Must Go On" была добавлена в Мельбурне 30 августа перед "Bohemian Rhapsody"
- "Waltzing Matilda" была добавлена в Брисбене перед "Love of My Life", исполнялась в акустическом сете Брайана
- "Don't Dream It's Over" была добавлена на втором новозеландском шоу, исполнялась в акустическом сете Брайана

1. «One Vision»
2. «Stone Cold Crazy»
3. «Another One Bites the Dust»
4. «Fat Bottomed Girls»
5. «In the Lap of the Gods... Revisited»
6. «Seven Seas of Rhye»
7. «Killer Queen»
8. «I Want to Break Free»
9. «Somebody to Love»
10. «Love of My Life»
11. «39»
12. «These Are the Days of Our Lives»
13. «A Kind of Magic»
14. «Bass Solo»
15. «Drum Battle»
16. «Under Pressure»
17. «Save Me»
18. «Who Wants to Live Forever»
19. «Last Horizon»
20. «Guitar Solo»
21. «Tie Your Mother Down»
22. «All Your Love Tonight»
23. «I Want It All»
24. «Radio Ga Ga»
25. «Crazy Little Thing Called Love»
26. «Bohemian Rhapsody»

Виступ на біс:
1. «We Will Rock You»
2. «We Are the Champions»
3. «God Save the Queen (tape)»

Інші пісні:
- «Drowse» была сыграна на саундчеке в Лондоне для новогоднего шоу, но они никогда не играли её на гастролях[23]
- «Fog on the Tyne» была сыграна в Ньюкасле
- «Maybe It's Because I'm a Londoner» была сыграна в лондонском The O2 в первую ночь
- «The Show Must Go On» исполнялась на некоторых шоу
- "Plaisir d'amour" исполнялась в Париже
- «Don't Stop Me Now» исполнялась только в Великобритании
- «Stone Cold Crazy» не исполнялась в Кельне и Амстердаме
- «Who Wants to Live Forever» не исполнялась в Франкфурте
- «Another One Bites the Dust» не исполнялась в Милане
- «Dragon Attack» исполнялась в Кракове и на Уэмбли перед «I Want It All»
- «You've Got to Hide Your Love Away» исполнялась в Ливерпуле

1. "One Vision"
2. "Stone Cold Crazy"
3. "Another One Bites the Dust"
4. "Fat Bottomed Girls"
5. "In the Lap of the Gods... Revisited"
6. "Seven Seas of Rhye"
7. "Killer Queen"
8. "Don't Stop Me Now"
9. "I Want to Break Free"
10. "Somebody to Love"
11. "Love of My Life"
12. "39"
13. "These Are the Days of Our Lives"
14. "Bass Solo"
15. "Drum Battle"
16. "Under Pressure"
17. "Save Me"
18. "Ghost Town"
19. "Who Wants to Live Forever"
20. "Last Horizon"
21. "Guitar Solo"
22. "Tie Your Mother Down"
23. "All Your Love Tonight"
24. "I Want It All"
25. "Radio Ga Ga"
26. "Crazy Little Thing Called Love"
27. "The Show Must Go On"
28. "Bohemian Rhapsody"

Виступ на біс:
1. "We Will Rock You"
2. "We Are the Champions"
3. "God Save the Queen (tape)"

Other Songs:
- «'39», "Bass Solo" і "Tie Your Mother Down" не исполнялась на Rock in Rio.
- "The Show Must Go On" была перенесена после гитарного соло на Rock in Rio.
- «A Kind of Magic» была исполнена вместо «These Are the Days of Our Lives» на Rock in Rio.
- «Las Palabras de Amor» игралась на месте «'39» в Аргентине.
- Гурт репетировал "Let Me Entertainment You" в саундчеках перед финальным концертом в Южной Америке, хотя никогда не исполнялась во время тура[24].

## Даты тура
Список концертов, с указанием даты, города, страны, места проведения, числа проданных билетов, количеством доступных билетов и валовом доходе
| Дата                      | Город                     | Страна                    | Место                                    | Билеты, проданные/в наличии | Доход                     |
| Этап 1 — Северная Америка | Этап 1 — Северная Америка | Этап 1 — Северная Америка | Этап 1 — Северная Америка                | Этап 1 — Северная Америка   | Этап 1 — Северная Америка |
| ------------------------- | ------------------------- | ------------------------- | ---------------------------------------- | --------------------------- | ------------------------- |
| 19 июня 2014              | Чикаго                    | США                       | United Center                            | н/д                         | н/д                       |
| 21 июня 2014              | Виннипег                  | Канада                    | Bell MTS Place                           | н/д                         | н/д                       |
| 23 июня 2014              | Саскатун                  | Канада                    | Credit Union Centre                      | н/д                         | н/д                       |
| 24 июня 2014              | Эдмонтон                  | Канада                    | Rexall Place                             | н/д                         | н/д                       |
| 26 июня 2014              | Калгари                   | Канада                    | Scotiabank Saddledome                    | н/д                         | н/д                       |
| 28 июня 2014              | Ванкувер                  | Канада                    | Rogers Arena                             | н/д                         | н/д                       |
| 1 июля 2014               | Сан-Хосе                  | США                       | SAP Center                               | н/д                         | н/д                       |
| 3 июля 2014               | Инглвуд                   | США                       | The Forum                                | 12,613 / 12,613 (100%)      | $1,218,231                |
| 5 июля 2014               | Лас-Вегас                 | США                       | The Joint                                | 5,388 / 5,388 (100%)        | $890,970                  |
| 6 июля 2014               | Лас-Вегас                 | США                       | The Joint                                | 5,388 / 5,388 (100%)        | $890,970                  |
| 9 июля 2014               | Хьюстон                   | США                       | Toyota Center                            | н/д                         | н/д                       |
| 10 июля 2014              | Даллас                    | США                       | American Airlines Center                 | 11,000 / 13,167 (84%)       | $928,240                  |
| 12 июля 2014              | Оберн-Хилс                | США                       | The Palace of Auburn Hills               | 12,331 / 14,070 (88%)       | $961,050                  |
| 13 июля 2014              | Торонто                   | Канада                    | Air Canada Centre                        | 14,516 / 14,516 (100%)      | $1,209,445                |
| 14 июля 2014              | Монреаль                  | Канада                    | Bell Centre                              | 10,504 / 12,357 (85%)       | $896,483                  |
| 16 июля 2014              | Филадельфия               | США                       | Wells Fargo Center                       | н/д                         | н/д                       |
| 17 июля 2014              | Нью-Йорк                  | США                       | Madison Square Garden                    | 14,007 / 14,007 (100%)      | $1,249,871                |
| 19 июля 2014              | Анкасвилл                 | США                       | Mohegan Sun Arena                        | 13,982 / 14,101 (99%)       | $1,340,490                |
| 20 июля 2014              | Колумбия                  | США                       | Merriweather Post Pavilion               | 15,000 / 15,000 (100%)      | н/д                       |
| 22 июля 2014              | Бостон                    | США                       | TD Garden                                | н/д                         | н/д                       |
| 23 июля 2014              | Ист-Ратерфорд             | США                       | Meadowlands Arena                        | н/д                         | н/д                       |
| 25 июля 2014              | Анкасвилл                 | США                       | Mohegan Sun Arena                        | —                           | —                         |
| 26 июля 2014              | Атлантик-Сити             | США                       | Boardwalk Hall                           | 10,154 / 10,937 (93%)       | $722,743                  |
| 28 июля 2014              | Торонто                   | Канада                    | Air Canada Centre                        | 14,516 / 14,516 (100%)      | $1,209,445                |
| Этап 2 — Азия             |                           |                           |                                          |                             |                           |
| 14 августа 2014           | Сеул                      | Республика Корея          | Supersonic – Jamsil Sports Complex       | —                           | —                         |
| 16 августа 2014           | Осака                     | Япония                    | Maishima Sports Island                   | —                           | —                         |
| 17 августа 2014           | Тиба                      | Япония                    | Chiba Marine Stadium                     | —                           | —                         |
| Этап 3 — Океания          |                           |                           |                                          |                             |                           |
| 22 августа 2014           | Перт                      | Австралия                 | Perth Arena                              | 13,285 / 13,285 (100%)      | $2,008,590                |
| 26 августа 2014           | Сидней                    | Австралия                 | Allphones Arena                          | 24,773 / 24,773 (100%)      | $3,803,070                |
| 27 августа 2014           | Сидней                    | Австралия                 | Allphones Arena                          | 24,773 / 24,773 (100%)      | $3,803,070                |
| 29 августа 2014           | Мельбурн                  | Австралия                 | Rod Laver Arena                          | 23,327 / 23,327 (100%)      | $3,568,480                |
| 30 августа 2014           | Мельбурн                  | Австралия                 | Rod Laver Arena                          | 23,327 / 23,327 (100%)      | $3,568,480                |
| 1 сентября 2014           | Брисбен                   | Австралия                 | Brisbane Entertainment Centre            | 9,334 / 9,334 (100%)        | $1,397,860                |
| 3 сентября 2014           | Окленд                    | Новая Зеландия            | Vector Arena                             | н/д                         | н/д                       |
| 4 сентября 2014           | Окленд                    | Новая Зеландия            | Vector Arena                             | н/д                         | н/д                       |
| Этап 4 — Европа           |                           |                           |                                          |                             |                           |
| 13 января 2015            | Ньюкасл                   | Англия                    | Metro Radio Arena                        | н/д                         | н/д                       |
| 14 января 2015            | Глазго                    | Шотландия                 | The SSE Hydro                            | 11,423 / 11,472 (99%)       | $1,164,860                |
| 17 января 2015            | Лондон                    | Англия                    | The O2 Arena                             | 33,003 / 34,093 (97%)       | $3,300,140                |
| 18 января 2015            | Лондон                    | Англия                    | The O2 Arena                             | 33,003 / 34,093 (97%)       | $3,300,140                |
| 20 января 2015            | Лидс                      | Англия                    | First Direct Arena                       | н/д                         | н/д                       |
| 21 января 2015            | Манчестер                 | Англия                    | Manchester Arena                         | 15,607 / 15,892 (98%)       | $1,568,870                |
| 23 января 2015            | Бирмингем                 | Англия                    | Barclaycard Arena                        | н/д                         | н/д                       |
| 24 января 2015            | Ноттингем                 | Англия                    | Capital FM Arena Nottingham              | н/д                         | н/д                       |
| 26 января 2015            | Париж                     | Франция                   | Zénith de Paris                          | н/д                         | н/д                       |
| 29 января 2015            | Кёльн                     | Германия                  | Lanxess Arena                            | н/д                         | н/д                       |
| 30 января 2015            | Амстердам                 | Нидерланды                | Ziggo Dome                               | н/д                         | н/д                       |
| 1 февраля 2015            | Вена                      | Австрия                   | Wiener Stadthalle                        | н/д                         | н/д                       |
| 2 февраля 2015            | Мюнхен                    | Германия                  | Olympiahalle                             | н/д                         | н/д                       |
| 4 февраля 2015            | Берлин                    | Германия                  | O2 World Berlin                          | 10,660 / 11,326 (94%)       | $797,512                  |
| 5 февраля 2015            | Гамбург                   | Германия                  | O2 World Hamburg                         | 9,804 / 12,780 (77%)        | $781,132                  |
| 7 февраля 2015            | Франкфурт-на-Майне        | Германия                  | Festhalle Frankfurt                      | н/д                         | н/д                       |
| 10 февраля 2015           | Милан                     | Италия                    | Mediolanum Forum                         | н/д                         | н/д                       |
| 13 февраля 2015           | Штутгарт                  | Германия                  | Hanns-Martin-Schleyer-Halle              | н/д                         | н/д                       |
| 15 февраля 2015           | Хернинг                   | Дания                     | Jyske Bank Boxen                         | н/д                         | н/д                       |
| 17 февраля 2015           | Прага                     | Чехия                     | O2 Arena                                 | н/д                         | н/д                       |
| 19 февраля 2015           | Цюрих                     | Швейцария                 | Hallenstadion                            | 13,000 / 13,000 (100%)      | $1,149,070                |
| 21 февраля 2015           | Краков                    | Польша                    | Tauron Arena Kraków                      | н/д                         | н/д                       |
| 24 февраля 2015           | Лондон                    | Англия                    | Wembley Arena                            | н/д                         | н/д                       |
| 26 февраля 2015           | Ливерпуль                 | Англия                    | Echo Arena Liverpool                     | н/д                         | н/д                       |
| 27 февраля 2015           | Шеффилд                   | Англия                    | Motorpoint Arena Sheffield               | н/д                         | н/д                       |
| Этап 5 — Южная Америка    |                           |                           |                                          |                             |                           |
| 16 сентября 2015          | Сан-Паулу                 | Бразилия                  | Ginásio do Ibirapuera                    | 8,024 / 8,024 (100%)        | $730,990                  |
| 18 сентября 2015          | Рио-де-Жанейро            | Бразилия                  | Parque dos Atletas                       | —                           | —                         |
| 21 сентября 2015          | Порту-Алегри              | Бразилия                  | Gigantinho                               | 14,882 / 14,882 (100%)      | $379,349                  |
| 25 сентября 2015          | Буэнос-Айрес              | Аргентина                 | Estadio G.E.B.A.                         | н/д                         | н/д                       |
| 27 сентября 2015          | Кордова                   | Аргентина                 | Orfeo Superdomo                          | н/д                         | н/д                       |
| 30 сентября 2015          | Сантьяго                  | Чили                      | Estadio Nacional Julio Martínez Prádanos | н/д                         | н/д                       |
| Всего                     | Всего                     | Всего                     | Всего                                    | 296,133 / 307,860 (96%)     | $32,617,381               |

### Отменены
| Дата           | Город    | Страна  | Место     | Причина                                                 |
| -------------- | -------- | ------- | --------- | ------------------------------------------------------- |
| 8 февраля 2015 | Брюссель | Бельгия | Palais 12 | Перенесено на 15 июня 2016 года из-за болезни Ламберта. |

## Участники тура
- Брайан Мэй — электрические и акустические гитары, бэк-вокал, главный вокал в «Love Of My Life», «'39 », «Teo Torriate (Let Us Cling Together)» и «Las Palabras de Amor (The Words of Love)» и вокал в «I Want It All»
- Роджер Тейлор — барабаны, перкуссия, бэк-вокал, главный вокал в «These Are the Days of Our Lives» и «A Kind of Magic» и общий главный вокал в «Under Pressure»
- Адам Ламберт — главный вокал
- Фредди Меркьюри — вокал (предварительно записан в «Love Of My Life» и «Bohemian Rhapsody»)

Дополнительные музыканты:
- Спайк Эдни — клавишные, бэк-вокал
- Нейл Фейрклаг — бас-гитара, бэк-вокал
- Руфус Тайгер Тейлор — ударные, дополнительные барабаны, бэк-вокал

## Комментарии
1. 1 2  Оценочные данные объединённые из показателей выступлений, проведенных в Mohegan Sun Arena 19 и 25 июля 2014 года.
2. ↑  Концерт 14 августа 2014 года в Сеуле стал частью «Supersonic».
3. ↑  Концерты 16, 17 августа 2014 года в Осаке и Тибе были частью «Summer Sonic Festival».
4. ↑  Концерт 18 сентября 2015 года в Рио-де-Жанейро был частью «Rock in Rio VI».